# エクトル・ヤサルデ
エクトル・カシミロ・ヤサルデ（Héctor Casimiro Yazalde, 1946年5月29日 - 1997年6月18日）は、アルゼンチン・ブエノスアイレス州アベジャネーダ出身の元アルゼンチン代表のサッカー選手、サッカー指導者。ポジションはフォワード。

## 経歴
アルゼンチンのブエノスアイレスにあるアマチュアクラブのピラーニャでプレーした。その後CAインデペンディエンテでプリメーラ・ディビシオン優勝に貢献した。1971年にポルトガルのスポルティングCPに移籍し、1973年にタッサ・デ・ポルトガル、1974年にはスーペル・リーガ優勝。自身も1973-74シーズンに46得点、1974-75シーズンに30得点をあげて2年連続で得点王を獲得。さらにヨーロッパ・ゴールデンシューも獲得した。
アルゼンチン代表として1974 FIFAワールドカップにも出場し、1次リーグのハイチ代表戦で2得点をあげた。
その後オリンピック・マルセイユ、ニューウェルズ・オールドボーイズを経て、CAウラカンで1981年に現役引退した。1997年6月18日、出血及び心不全で51歳で死去した。

## タイトル

### クラブ
CAインデペンディエンテ
- プリメーラ・ディビシオン : 1967N, 1970M

スポルティングCP
- スーペル・リーガ : 1973-74
- タッサ・デ・ポルトガル : 1972-73, 1973-74

オリンピック・マルセイユ
- クープ・ドゥ・フランス : 1975-76

### 個人
- アルゼンチン年間最優秀選手賞 : 1970
- スーペル・リーガ得点王 : 1973-74, 1974-75
- ヨーロッパ・ゴールデンシュー : 1974